# Rogelio Martínez Aguilar
Rogelio Martínez Aguilar (* 1941 in Mexiko-Stadt) ist ein ehemaliger mexikanischer Botschafter.

## Leben
Rogelio Martínez Aguilar studierte an der Universidad Nacional Autónoma de México Volkswirtschaft und später an der Universität Warschau. Rogelio Martínez Aguilar war Professor für transnationale Volkswirtschaft an der Universidad Iberoamerica und dem Instituto Tecnológico y de Estudios Superiores de Monterey (Campos Ciudad México) und an der UNAM. 1981 löste Rogelio Martínez Aguilar, Eugenio Anguiano Roch in der Leitung der Abteilung Wirtschaft im Außenministerium ab. Von April 1983 bis Juli 1987 vertrat er sein Land als Botschafter in der DDR. Am 8. April 1983 wurde er vom Vorsitzenden des Staatsrates der DDR, Erich Honecker, zur Entgegennahme des Beglaubigungsschreibens empfangen. Anlässlich der Beendigung seiner Tätigkeit in der DDR wurde er am 30. Juli 1987 vom Stellvertreter des Vorsitzenden des Staatsrates, Egon Krenz, empfangen.
Während seiner Amtszeit in Tel Aviv war Martínez Aguilar auch bei der Regierung der von Zypern akkreditiert.
Rogelio Martínez Aguilar war Vizepräsident des Centro de Análisis Estrategico y Negociatión Internacional und ist Mitglied im Centro Tepoztlán A. C. Víctor L. Urquidi.
| Vorgänger                     | Amt                                                                                                   | Nachfolger                      |
| ----------------------------- | --- | ------------------------------- |
| Eugenio Anguiano Roch         | Mexikanischer Botschafter in San José 30. August 1972 bis 27. November 1975                           | Anastasio López-Sánchez Munguía |
| Jorge Eduardo Navarrete       | Mexikanischer Botschafter in Caracas 1. Januar 1976 bis 6. Februar 1977                               | José Gascón Mercado             |
| Jorge Eduardo Navarrete López | Mexikanischer Botschafter in Trinidad und Tobago und den Grenadinen 19. März 1976 bis 6. Februar 1977 | José Gascón Mercado             |
| Víctor Manuel Flores Olea     | Mexikanischer Botschafter in Moskau 29. März 1977 bis 31. März 1980                                   | Antonio Carrillo Flores         |
| Ricardo Guerra Tejada         | Mexikanischer Botschafter in der DDR 1983 bis 1987                                                    | Felipe Raúl Valdés Aguilar      |
| Felipe Raúl Valdés Aguilar    | Mexikanischer Botschafter in Tel Aviv 16. September 1987 bis 29. August 1991                          | Guillermo Corona Muñoz          |